# Pedro Poveda Castroverde
Pedro Poveda Castroverde, OCD (3. prosince 1874, Linares – 28. července 1936, Madrid) byl španělský římskokatolický duchovní, člen řádu bosých karmelitánů, teolog a zakladatel Tereziánského institutu. Stal se obětí pronásledování katolíků za občanské války ve Španělsku. Katolickou církví je uctíván jako svatý mučedník.

## Život
Narodil se ve zbožné rodině. V patnácti letech vstoupil do diecézního semináře v Jaén. Dne 17. dubna 1897 byl vysvěcen na kněze v Guadix. V roce 1900 dokončil licenciát teologie v Seville a od roku 1906 byl kanovníkem v mariánské poutní svatyni v Covadonga. Posléze vstoupil do řádu bosých karmelitánů. V roce 1911 založil Akademii sv. Terezie z Avily a také Tereziánský institut. Věnoval se charitě a pomoci potřebným. Zakládal školy pro děti ze sociálně slabých rodin. Publikoval několik knih na téma práce církve v době sekularizace společnosti. Rovněž tak vzdělávací a odbornou literaturu na téma křesťanských hodnot. Podporoval studentské organizace a Katolickou akci. Snažil se bojovat proti negramotnosti a chudobě.
Během španělské občanské války byl 27. července 1936 zatčen a druhý den bylo nalezeno jeho rozstřílené tělo. Beatifikován byl 10. října 1993 a kanonizován 3. května 2003. Jeho liturgická památka je slavena ve výroční den jeho smrti.